# Vesting Holland
De Vesting Holland was het strategische kerngebied van de Nederlandse landsverdediging tussen 1922 en 1940. Het gebied omvatte het als vitaal beschouwde deel van Nederland dat langdurig stand zou moeten en kunnen houden en valt ongeveer samen met de huidige Randstad.

## De "vesting"

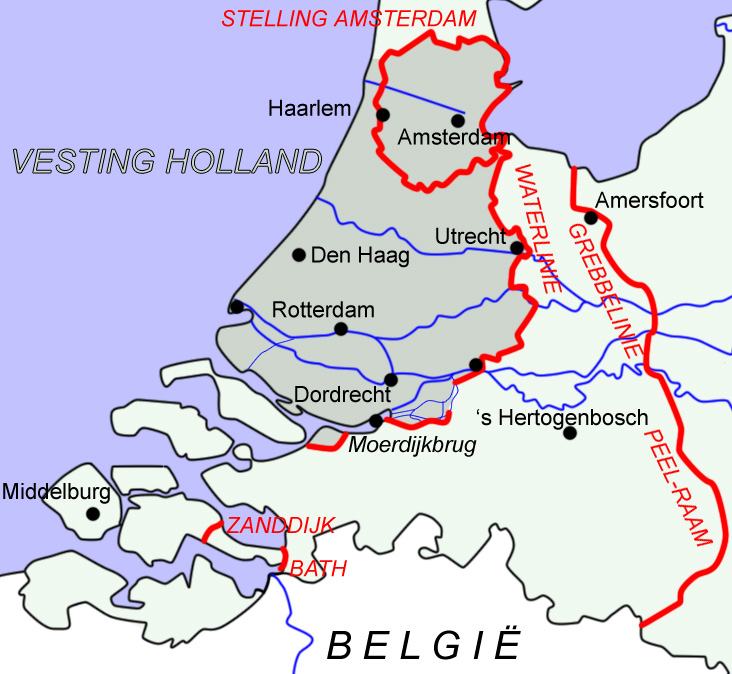
Vesting Holland.

Hoewel het begrip Vesting Holland al eerder informeel gebruikt werd als verzamelnaam voor de permanente werken ter verdediging van het westen van Nederland, kreeg het pas in 1922 een officiële status met de instelling van het commando Vesting Holland bij de algehele reorganisatie van de Nederlandse landsverdediging.
Het vestinggebied werd omgrensd door, en voor de commandovoering onderverdeeld in:
- het noordfront: Wijk aan Zee-Edam, langs het noordelijke deel van de voormalige Stelling van Amsterdam,
- het oostfront: Muiden-Utrecht-Gorinchem, langs de voormalige Nieuwe Hollandse Waterlinie,
- het zuidfront: Biesbosch-Hellevoetsluis,
- het westfront langs de Noordzeekust.

Tijdens de Eerste Wereldoorlog waren fortenlinies en -stellingen, zoals die in het kader van de Vestingwet van 1874 waren ingericht, zo kwetsbaar gebleken dat daarop niet langer vertrouwd kon worden als bescherming van de inundaties. Inundaties werden wel nog als een effectieve verdedigingswijze beschouwd maar het bestaande vestingstelsel was tactisch verouderd. De landsverdediging zou gevoerd gaan worden met het Veldleger, een mobiel reservistenleger, vanuit de Vesting Holland. Met uitzondering van de Stelling van Den Helder werden nagenoeg alle bestaande vestingwerken buiten de Vesting Holland in 1926 opgeheven. De forten kregen ondersteunende bestemmingen als opslag- en legeringsplaatsen.

## Tweede Wereldoorlog
Tijdens de Duitse aanval op Nederland in 1940 vormde Vesting Holland niet alleen het zwaartepunt van de nationale verdediging, maar werd ook prominent strijd geleverd om haar behoud. Nadat in de vroege ochtend van 10 mei 1940 reeds een aantal duizenden Duitse parachutisten en luchtlandingstroepen binnen de Vesting waren geland, kwamen in de late middag van 12 mei 1940 de eerste landstrijdkrachten van de Duitse hoofdmacht bij Moerdijk de Vesting binnen. Twee dagen later, na het Bombardement op Rotterdam en nadat Utrecht met een gelijk lot was bedreigd, volgde de capitulatie van het Nederlandse leger en was de Vesting Holland formeel gevallen.

## Festung Holland

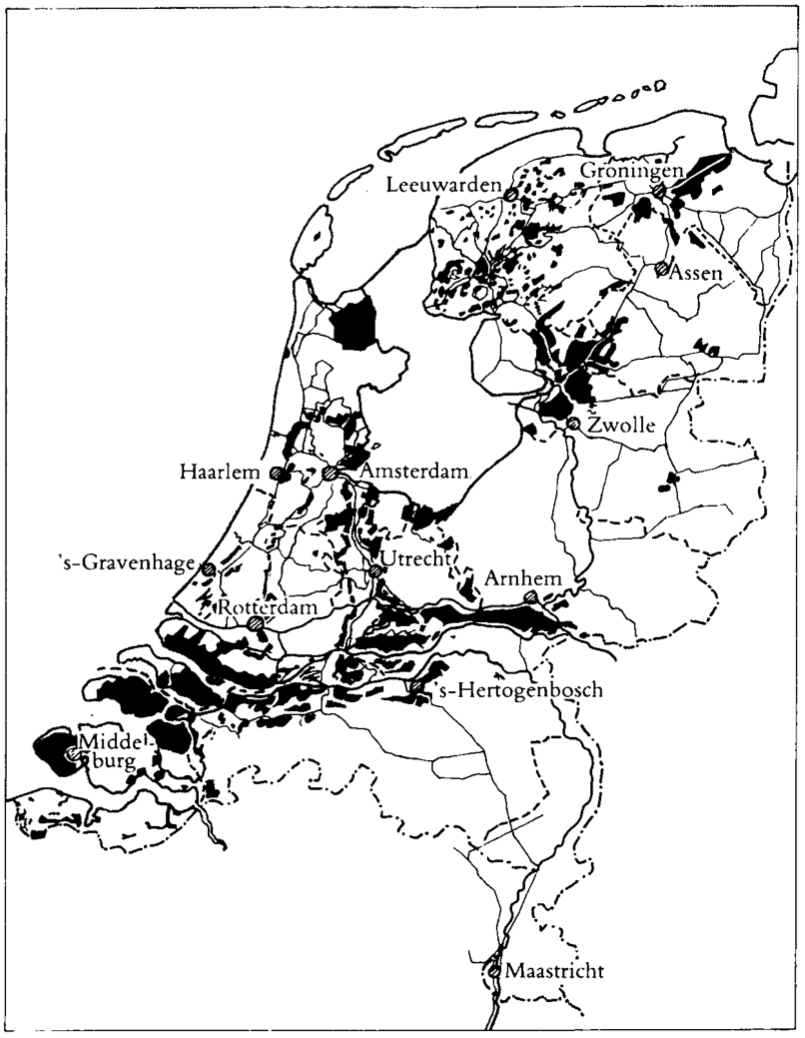
Inundatiegebieden ten tijde van de bevrijding

Aan het einde van de Duitse bezetting was Festung Holland een belangrijke stelling om zo lang mogelijk bezet te houden. Hiervoor zijn de gebieden rondom Vesting Holland daadwerkelijk onder water gezet (inundatie (1944-1945)).

## Commandanten
- 1922-1925 luitenant-generaal C. van Tuinen
- 1927-1928 luitenant-generaal Th.F.J. Muller Massis
- 1929-1932 luitenant-generaal E.F. Insinger
- 1932-1937 luitenant-generaal jonkheer W. Röell
- 1937-1939 luitenant-generaal J.J.G. baron van Voorst tot Voorst
- 1939-1940 reserve luitenant-generaal J. van Andel